# 罗家祠堂
罗家祠堂是一座清代古建筑，位于山西省晋中市祁县西六支乡河湾村。
2003年1月15日，罗家祠堂公布为晋中市文物保护单位。